# Барановский, Тадеуш
Таде́уш Барано́вский (пол. Tadeusz Baranowski; 13 сентября 1910, Лемберг, Королевство Галиция и Лодомерия — 23 марта 1993, Вроцлав, Польша) — польский, советский и украинский биохимик, член Польской АН.

## Биография
Родился Тадеуш Барановский 13 сентября 1910 года в Лемберге. В конце 1920-х годов поступил в Львовский университет. После окончания университета остался работать там же научным сотрудником. После присоединения Львова к СССР продолжал работу в университете до 1950 года. В 1950 году переехал в Польшу, во Вроцлаве, где с 1950 года до самой смерти заведовал кафедрой биохимии Вроцлавской медицинской академии.
Скончался Тадеуш Барановский 23 марта 1993 года во Вроцлаве.

## Научные работы
Основные научные работы посвящены биохимии ферментов и гормонов, биохимии мышц и иммунохимии.
- 1935 — совместно с Я. О. Парнасом выяснил сущность отдельных химических реакций, лежащих в основе гликолиза.
- 1939—1941 — разработал метод кристаллизации белков, и впервые получил в кристаллическом виде миогены A, B и C, а также миоглобин, белок саркомной опухоли и альбумин сыворотки крови.
- Из фракции миогена A выделил дегидрогеназу, изучил её свойства и получил кристаллический апоэнзим.
- Изучал зависимость между строением и функцией белков.